# Vysoký
Vysoký (do roku 1946 a německy Hohenwald) je bývalá osada na severu České republiky ve Frýdlantském výběžku Libereckého kraje. Vlastní osada se nachází jižně od Heřmanic, v údolí mezi Lysým vrchem (643 m n. m.) a obcí Albrechtice u Frýdlantu. Dne 30. října 1610 se započalo s psaním zdejší obecní kroniky. Mezi dvěma světovými válkami (v letech 1918 až 1938) fungovaly v osadě dvě hospody, jeden obchod a jeden pokrývač. V období od roku 1934 do roku 1945 stálo ve Vysokém 31 domů, jež obývalo celkem 150 obyvatel.
Samostatnost osady skončila roku 1952, kdy byla spolu s Kristiánovem začleněna do Heřmanic. O osm let později došlo ke zrušení heřmanického národního výboru a obec se stala součástí Dětřichova. Jím byla až do roku 1986, kdy přešla pod Frýdlant. Po sametové revoluci v listopadu 1989 se obec Heřmanice roku 1990 opět osamostatnila.

## Pověst
O vzniku osady pojednává pověst, podle níž na přelomu 15. a 16. století pořádala majitelka místního frýdlantského panství Kateřina z Redernu pořádat velkou štvanici. Během ní se dostala až na vrchol Vysoký. Ten byl tehdy zalesněn obtížně neprostupnými hvozdy a jen několik uhlířů a dřevařů v těchto místech obývalo své chatrče a v lese hospodařilo. Poblíž obce bublal čistý pramen. Voda z něj lovcům zachutnala a Kateřina se rozhodla, že na vrcholu kopce založí osadu. Po návratu do Frýdlantu povolala stavitele z Nového Města pod Smrkem, aby kolem bublajícího pramene postavil třináct domů jako základ pozdější osady Vysoký. Výstavbu domů Kateřina pečlivě sledovala. Protože však byla s průběhem stavby nespokojená, kritizovala stavitele připomínkami a výčitkami, až ten si kvůli tomu vzal život.

## Větrný mlýn
Na Lysém vrchu stával větrný mlýn, který zde v místech trvalého proudění větru postavil Eduard Zückler. Stavbu dokončil roku 1830 a mlýn byl v provozu do roku 1866, kdy jej zpustošilo procházející pruské vojsko, které tudy mašírovalo během bojů prusko–rakouské války. Ke konci 19. století došlo k přestavbě torza mlýna na 13 metrů vysokou rozhlednu. Po druhé světové válce vlivem odsunu původního zdejšího německého obyvatelstva stavba chátrá. Okolo mlýna se na počátku 21. století vybudovaly větrné elektrárny. Objekt mlýna je kulturní památkou České republiky.